# Signe Åkerlund
Signe Anna Alexandra Åkerlund Schou, född 13 juli 1880 i Sundsvall, död 1957, var en svensk-norsk målare.
Hon var dotter till konditorn Johan Åkerlund och hans hustru Anna Betty Augusta Heijligering samt gift med arkitekten Einar Oscar Schou och mor till Karl Einar Schou och Ann-Sofe Schou-Hansen samt halvsyster till Jonny Emil Åkerlund. Åkerlund studerade målning och teckning vid Konstakademin i Stockholm 1900–1906 där hon träffade sin blivande man. Efter sitt giftermål utvandrade hon till Norge där hon var verksam som konstnär.